# Disney XD (España)
Disney XD (pronunciado Disney ex di en la fonética española) fue un canal de televisión por suscripción español, propiedad de The Walt Disney Company Spain & Portugal. Estaba destinado al público infantil y adolescente, especialmente, el de entre 6 y 18 años. Fue lanzado el 18 de septiembre de 2009 en sustitución del canal Jetix.
El 1 de julio de 2013 se anunció el lanzamiento de su señal en alta definición que llegó a España el 2 de julio de 2013, en exclusiva al operador de cable ONO (actualmente Vodafone TV).
Debido a la llegada de Disney+ a España, Disney XD cesó sus emisiones el miércoles 1 de abril de 2020 a las 07:45 horas.

## Programación
| - Anfibilandia - Bienvenidos a Bric-a-Broc - Big Hero 6 - Chicostra - Furiki - Flash y los Ronks - Guardianes de la Galaxia - Gusano Marciano - La Ley de Milo Murphy - Lab Rats - Lab Rats Equipo de Elite - Los Green en la Gran Ciudad - Los Vengadores unidos - Mi colega es un fantasma - Mickey Mouse 2013 - Mech-X4 - O11ce - Penn Zero: Héroe Aventurero - Patoaventuras (serie de televisión de 2017) - Sandra, detective de cuentos - Star contra las Fuerzas del Mal - Star Wars Las aventuras de los Freemaker - Star Wars Rebels - Marvel's Spiderman - ¡Toma Broma! | - Aaron Stone - Monster Allergy - A de Alucinante - Banana Cabana - Como Hermanos - Crash & Bernstein - Campamento Lakebottom - Atomic Puppet - Mona y Sketch - Dave, el bárbaro - Digimon Data Squad - Titeuf - Total Drama Island - Tres amigos y Jerry - Hotel, Dulce Hotel: Las Aventuras de Zack y Cody - Jimmy Cool - Johnny Test - LazyTown - Numb Chucks - Motorcity - Par de Reyes - Pokémon - Sidekick - Yu-Gi-Oh! 5D's - Yu-Gi-Oh! Zexal - Slugterra - Strange Hill High - Sunny Bunnies - Kick Buttowski - Kirby Buckets - Zeke y Luther - Hulk y los Agentes de S.M.A.S.H. - Hotel Transylvania - Iggy Arbuckle - Inazuma Eleven - Inazuma Eleven GO - Inazuma Eleven GO Chrono Stone - Inazuma Eleven GO Galaxy - Envíos Sideralex - Galaxia Wander - Esta es mi banda - Iron Kid - Yin Yang Yo! - Lily & Pepper - Lanfeust Quest - Dinosaur King - Isla de mutantes - Winx Club - Kamen Rider: Dragon Knight - Power Rangers Jungle Fury - C.R.A.K.S. - Ja Ja Show |